# Консерватизм у Німеччині
Консерватизм в Німеччині (нім. Konservatismus) охоплював широкий спектр теорій та ідеологій протягом останніх трьохсот років, але більшість історичних консервативних теорій підтримували монархічний / ієрархічний політичний лад.

## Історичні консервативні напрями
У дореволюційну ворммарзьку епоху ярлик «консерватизм» об'єднував вільний рух інтелектуальних і політичних сил без будь-якої партійної організації, подібний до британських Торі. Традиція консервативних теоретиків, таких як Юстус Мезер (1720—1794), протистояла тенденціям Просвітництва та ідеалам Французької революції.
Хоча багатьох консервативних теоретиків називають «політичними романтиками» (особливо Карла Шмітта, який сам був консерватором), до 1945 року можна виокремити щонайменше чотири різновиди:
- Статус-кво анте консерваторів-романтиків, які хотіли відновити середньовіччя таким, яким воно було до Французької революції. Видатні теоретики — Новаліс, Фрідріх Шеллінг, Карл Людвіг фон Галлер та Адам Мюллер.
- Консервативна журналістика захищає статус-кво системи Меттерніха (Відродження) і національного консерватизму. Серед відомих теоретиків — Фрідріх фон Генц, Фрідріх Шлегель та Ернст Моріц Арндт.
- Серед консервативних авторів на захист (конституційної) монархії в Німеччині виступали теоретики Георг Вільгельм Фрідріх Гегель, Генріха Фрідріха Карла фон унд зум Штайна та Фрідріха Юліуса Шталя .
- Консервативний революційний рух і донацистські радикали, такі як Артур Меллер ван ден Брук, Освальд Шпенглер (що додає песимізм і культурний консерватизм) і Карл Шмітт .

Сюди також входить антипросвітницький романтизм Фрідріха Ніцше, консервативна реальна політика державне будівництво Отто фон Бісмарка та антиреспубліканський монархізм Німецької національної народної партії (DNVP) за часів Веймарської республіки .

## Отто фон Бісмарк
Консервативна думка розвивалася паралельно з націоналізмом у Німеччині, що призвело до перемоги Німеччини над Францією у Франко-прусській війні, створення об'єднаної Німецької імперії у 1871 році та одночасного приходу до влади канцлера Отто фон Бісмарка. Зовнішньополітична модель «балансу сил» Бісмарка підтримувала мир у Європі кілька десятиліть протягом кінця 19-го століття. Його «революційний консерватизм» був консервативною стратегією державного будівництва, покликаною зробити пересічних німців — не лише його власну юнкерську еліту — більш відданими державі та імператору. Він створив сучасну державу всезагального добробуту в Німеччині у 1880-х роках. За словами Кеса ван Керсбергена та Барбари Віс, його стратегія полягала у «наданні соціальних прав для посилення інтеграції ієрархічного суспільства, зміцнення зв'язку між робітниками та державою з метою посилення останньої, підтримки традиційних відносин влади між соціальними та статусними групами, а також для забезпечення противаги модерністським силам лібералізму та соціалізму».
У 1871 році у новій Німецькій імперії Бісмарк запровадив загальне виборче право для чоловіків. Для німецьких консерваторів він став великим героєм, тому вони збудували багато пам'ятників на честь Бісмарка, після того, як він залишив посаду в 1890 році.
Після революцій 1848 року консервативні партії були представлені в кількох зборах земельних німецьких держав, зокрема в прусському ландтазі, а з 1871 року — і в рейхстазі, парламенті Німецької імперії. Прусські консерватори, переважно землевласники зі Східної Ельби (юнкери), які скептично ставилися до об'єднання Німеччини, що пропагувалося міністром-президентом Бісмарком, реорганізувалися в Німецьку консервативну партію. У Рейхстазі їм довелося зіткнутися з суперництвом Вільної консервативної фракції, до якої входили лідери бюрократичної еліти, а також рейнські бізнес-магнати, які з самого початку підтримували політику Бісмарка.
Під час перебування Бісмарка при владі німецькі консерватори все більше зверталися до державницьких та патерналістських поглядів у зростаючому конфлікті між економічним лібералізмом, який просували націонал-ліберали, та робітничим рухом, представленим Соціал-демократичною партією. Вони підтримали антисоціалістичні закони канцлера, але також рішуче підтримали впровадження соціального страхування (пенсії, страхування від нещасних випадків і медичне обслуговування), яке заклало основу для німецької держави загального добробуту. Також консервативні політики позитивно оцінили відстоювання того, що вони називали національними інтересами під час Культуркампфу проти Католицької церкви та Центристської партії. Хоча внутрішня політика Бісмарка не принесла перемоги його опонентам, вона ще більше зміцнила владу держави.
Водночас вплив парламенту на ці політичні орієнтири залишався обмеженим.  Лише наприкінці Першої світової війни була проведена парламентська реформа, ініційована Верховним командуванням сухопутних військ (Oberste Heeresleitung) у зв'язку з поразкою Німеччини. Німецькі консерватори були упереджені до певних інтересів і стримані щодо політичних партій, які сповідують ідеологію чи бачення в цілому, тому до того часу вони змогли встановити великий палац у розумінні народної партії.

## Веймарська республіка та нацистський режим
Перша світова війна та Німецька революція 1918-1919 років підірвала консерватизм в Німеччині. Мислителі консервативної революції, що стала реакцією на занепад колись шанованої монархічної традиції, прагнули до винахідливого перевлаштування (нового світового порядку), заснованого на сталих принципах, тоді як наприкінці 1920-х років НСДПН під керівництвом прес-барона Альфреда Гугенберга звернулася до ультраправої націоналістичної політики, кульмінацією якої стала співпраця з нацистською партією напередодні приходу Адольфа Гітлера до влади у 1933 році. Декілька консервативних політиків, як-от сам Гугенберг, Франц фон Папен і Костянтин фон Нейрат, стали членами кабінету Гітлера, а деякі, як Франц Зельдте, навіть приєдналися до НСДАП.
У період нацистського правління всі інші політичні партії, в тому числі консервативні, були оголошені поза законом. «Національна революція» нацистів мала пріоритет, і расистські та соціальні зміни в німецькому суспільстві не дозволили зупинити консервативні сили «реакції» (Reaktion, див. " Horst-Wessel-Lied "), такі як, наприклад, католицький, християнсько-демократичний Центр та Прусські монархісти. Кілька консервативних опонентів нацистського режиму, таких як колишній канцлер Курт фон Шляйхер або Едгар Юліус Юнг, були вбиті під час «Ночі довгих ножів» у 1934 році. Після періоду умиротворення в Третьому Рейху відомі консерватори були залучені до німецького Опору, зокрема, до змові 20 липня .

## Сучасний консерватизм
Після Другої світової війни консерватизм у Німеччині був змушений мати справу з досвідом тоталітаризму та власною причетністю до нього. Його протагоністи остаточно прийняли ідеали ліберальної конституційної (Rechtsstaat) демократії і, в свою чергу, припинили існування як окрема політична сила.
У сучасній Німеччині повоєнний Християнсько-демократичний союз (ХДС) разом з Християнсько-соціальним союзом Баварії (ХСС) претендують на те, щоб представляти всі форми консерватизму в Німеччині. Націонал-консервативні новоутворення, такі як Німецька партія, не проіснували довго, і до сьогодні залишаються деякі маргінальні партії правіше ХДС і ХСС, які важко відрізнити від ультраправих партій, наприклад, республіканців. Існують також маргінальні рухи за відновлення німецької монархії, зокрема, «Традиція і життя». Під час німецького студентського руху наприкінці 1960-х років політики ХДС/ХСС закликали до «сильної держави» та обмеження індивідуальних прав з метою придушення заворушень.
Відомі сучасні (" технократичні «) консервативні теоретики включали Ернста Юнґера (1895—1998) та його брата Фрідріха Георга Юнґера (1898—1977), Ганса Фрейєра (1887—1969), Гельмута Шельського (1912—1984) та Арнольда Гелена (1904—1904). 1976). Вони наголошували на підпорядкуванні політичних рішень обставинам, визначеним технологічно розвиненою цивілізацією, заперечували ідеологічні претензії на подолання соціального відчуження, яке так і залишиться ілюзією, яку пропагують лише демагоги.

## Останні події
Як і більшість політичних партій Німеччини, ХДС і ХСС меншою мірою звернулися до центристської політики після об'єднання Німеччини. Це призвело до акценту на економічному лібералізмі та соціальній справедливості (в традиціях католицького соціального вчення) порівняно з твердими консервативними позиціями. Однак заявлена консервативність партії залишається невизначеним строкатим терміном, яке коливається між національними та соціальними проявами.

## Рекомендована література
- Бердал, Роберт М. „Консервативна політика та аристократичні землевласники в бісмарківській Німеччині“. Журнал сучасної історії 44#1 (1972): 2-20. в JSTOR
- Ніппердей, Томас . Німеччина від Наполеона до Бісмарка: 1800—1866 (1996). уривок .
- Реталлак, Джеймс. „Що робити?“ Червоний привид, питання франшизи та криза консервативної гегемонії в Саксонії, 1896—1909». Історія Центральної Європи 23#4 (1990): 271—312. онлайн .
- Реталлак, Джеймс. Німецькі правиці, 1860—1920: політичні межі авторитарної уяви (2006).